# Pender Island
Pender Island ist eine Gemeinde auf der gleichnamigen Doppelinsel in der kanadischen Provinz British Columbia. Sie gehört zu den südlichen Gulf Islands in der Strait of Georgia und befindet sich zwischen Mayne Island im Nordosten, Saturna Island im Osten, Prevost Island im Nordwesten und Duncan auf Vancouver Island im Westen.
Pender Island besteht eigentlich aus zwei Inseln, nämlich North Pender Island und South Pender Island, die durch einen 1903 gebauten Kanal getrennt wurden. Erst 1955 wurden die beiden Inseln wieder durch eine einspurige Brücke verbunden. Auf der rund 34 km² großen Doppelinsel leben 2266 Menschen (North Pender: 2035; South Pender: 201), wobei die meisten um Magic Lake auf North Pender leben. Verwaltungstechnisch gehören die Inseln zum Capital Regional District und dort, u. a. zusammen mit Galiano Island, Mayne Island, Saturna Island, zum Bezirk Capitel G.

## Geschichte
Die Insel war vor der Ankunft der ersten Europäer von Küsten-Salish bewohnt. Heute besteht ein Reservat namens Pender Island 8 mit einer Fläche von 3,2 ha bei Hay Point auf South Pender Island, das Angehörige der Tsawout und der Tseycum First Nations bewohnen.
Francisco de Eliza erreichte 1791 Pender und nannte die Insel „Ysla de San Eusevio“. Ihren heutigen Namen erhielt die Insel durch den britischen Kapitän George Henry Richards während seiner Forschungsreise 1858–1859 mit der HMS Plumper, der sie nach Daniel Pender, einem seiner Offiziere benannte. Erst 1886 kam der erste Siedler auf die Insel.
Auf einem ehemaligen Dorf namens St’eyus im Bedwell Harbour entstand das Poets Cove Resort, unweit von Hay Point, wo die Tseycum und Tsawout Lachs trockneten. Noch Ende des 19. Jahrhunderts hatte die Kolonialmacht das Dorf nach einem Schiff in Egeria Bay umbenannt. Seit 1955 stand die dortige archäologische Stätte, die möglicherweise 5000 Jahre zurückreicht, unter Schutz. 2002 begann der Bau des Resorts in der kurzerhand umgetauften Bucht, den die Regierung gestattet hatte. Erst als sich die Tseycum beschwerten, beantragte der Bauunternehmer aus Calgary eine Genehmigung. Bei den Bauarbeiten wurden die Überreste von mindestens 50 Toten ausgegraben. Am 10. Februar 2003 reichten die Betroffenen Klage wegen Verstoßes gegen den Heritage and Conservation Act ein. Olga Ilich, ehemals Präsidentin von Suncor Development Ltd. wurde zur Tourismusministerin und gleichzeitig verantwortlich für den Schutz archäologischer Stätten in der Provinz. Der Spezialist für archäologische Unternehmen I.R. Wilson Consultants Ltd. brauchte drei Jahre, um die angerichteten Schäden für die Forschung auch nur annähernd auszugleichen.
2007 schloss die Provinzregierung mit der Tsawwassen First Nation einen Vertrag, der ihnen auch Fischereirechte um Pender Island einräumte. Dagegen wandte sich 2006 die eigens dazu gegründete Sencot’en Alliance, die sich auf ihre Rechtsansprüche aus den Douglas-Verträgen von 1852 beruft, und der die Tsartlip, Tsawout und Pauquachin von der Saanich Peninsula sowie die Semiahmoo von White Rock angehören.

## Verkehr
Pender Island wird durch die Fähren der BC Ferries vom Swartz Bay Ferry Terminal (bei Victoria), Tsawwassen (bei Vancouver), sowie den benachbarten Gulf Islands angefahren. Daneben bestehen regelmäßige Verbindungen durch Wasserflugzeuge, ein kleiner Flugplatz und ein Wassertaxidienst. Bedwell Harbour ist Zollgebiet für Besucher aus den USA, da die Insel unmittelbar an der Grenze liegt.

## Belege
1. ↑  North Pender Island Trust Area Profile. Census 2011. In: Statistics Canada. 1. März 2013, abgerufen am 20. Juli 2013 (englisch).
2. ↑  South Pender Island Trust Area Profile. Census 2011. In: Statistics Canada. 1. März 2013, abgerufen am 20. Juli 2013 (englisch).
3. ↑  Andrew Scott: The Encyclopedia of Raincoast Place Names: A Complete Reference to Coastal British Columbia. Harbour Publishing, Madeira Park, BC 2009, ISBN 978-1-55017-484-7, S. 456 (englisch).
4. ↑  A Gulf Islands Patchwork, B.C. Historical Association, 1961, S. 33–35.
5. ↑  This haunted place, straight.com, 25. August 2005
6. ↑  38th Parliament Members at dissolution on April 14, 2009, archive.org, 7. Februar 2012.
7. ↑  Tsawwassen Treaty 'Fraud' Say Gulf Island First Nations, in: The Tyee, 14. September 2007
8. ↑  Alliance maps out at-risk treaty lands, canada.com, 22. Juni 2006 (Memento vom 27. März 2009 im Internet Archive)